# Прапор Тячева
Пра́пор Тячева — офіційний символ міста Тячів Тячівського району Закарпатської області, затверджений 10 лютого 2004 р. рішенням № 289 сесії міської ради.
У прямокутному білому полотнищі з співвідношенням сторін 2:3 герб міста.